# Rancho carnavalesco
Rancho carnavalesco era um tipo de agremiação carnavalesca típica da cidade do Rio de Janeiro, entre o fim do século XIX e a primeira metade do século XX em sua fase áurea, existindo até a década de 1990. A procissão tinha a presença de rei e rainha, ao som de uma marcha-rancho com ritmo mais pausado que o samba, acompanhado por instrumentos de sopro e corda.
O primeiro Rancho carnavalesco foi o "Reis de Ouro", criado pelo pernambucano Hilário Jovino Ferreira, que introduziu no carnaval carioca novidades como o enredo, personagens como o casal de mestre-sala e porta-bandeira e o uso de instrumentos de cordas e de sopro. Quase 10 anos após sua extinção total, um novo rancho foi criado em Copacabana, o "Flor do Sereno".
Os ranchos tinham grande influência dos folguedos negros, como os Cucumbis e as Congadas, possivelmente trazidos pelos africanos de origem Banto e sudanesa e das tradições musicais populares portuguesas, muito difundidas nas camadas mais desassistidas da população carioca. Os ranchos eram identificados com a classe média, enquanto as escolas de samba, em sua origem, eram identificadas com classes sociais mais baixas. Apesar de originários do Rio de Janeiro, os ranchos chegaram a ser exportados para outros estados. Em Belém do Pará, ficou famoso o Rancho Não Posso Me Amofiná, que venceu diversas vezes o concurso de rancho local, e posteriormente transformou-se em escola de samba.

## Caracterização
O desfile de um rancho carnavalesco pode ser descrito como uma procissão, com a presença de um rei e uma rainha, ao som de uma marcha-rancho, acompanhado por instrumentos de sopro e corda, ritmo mais pausado que o samba. De acordo com Câmara Cascudo, eram características típicas dos ranchos as vestimentas vistosas, sendo utilizados em seus desfiles instrumentos como o violão, a viola, o cavaquinho, o ganzá, o prato, e às vezes, a flauta. Não eram usados instrumentos de percussão. Havia os mestres, um de Harmonia, um de Canto e um de Sala, responsável pela coreografia.
Os ranchos desfilavam com porta-estandarte e mestre-sala — adaptados, posteriormente, pelas escolas de samba — que tinham que dançar e ficar atentos a qualquer movimento. Nos primórdios, a enorme rivalidade entre os ranchos podia causar numa situação humilhante, que era a de ter seu estandarte roubado por um componente de um rancho rival. Naquele tempo o mestre-sala desfilava armado de navalha para proteger o pavilhão de sua agremiação. Em desfiles extras, não competitivos, não era incomum que houvesse provocações que terminavam em brigas entre diferentes agremiações.

## História
A historiografia tradicional aponta que o criador do formato de rancho carnavalesco tipicamente carioca foi o pernambucano Hilário Jovino Ferreira, ao fundar, em 1893, o Reis de Ouro, após participar do rancho Dois de Ouro, situado no Beco João Inácio, na Pedra do Sal. De acordo com o depoimento do próprio Hilário ao cronista Vagalume, o Dois de Ouro não seria "propriamente um rancho", mas "um arremedo".
A presença de ranchos nas festas populares da cidade data de décadas antes da fundação do Reis de Ouro, que, contudo, só saíam no Dia de Reis. Referindo-se aos chamados "ranchos de cucumbys", Mello Moraes Filho afirma que os ranchos existiram no Rio em 1830. Martha Abreu, por sua vez, afirma que os ranchos já existiam no Rio de Janeiro no início do século XIX. Escrevendo em meados do século XIX, Manuel Antônio de Almeida descreve um "um grande rancho chamado das baianas, que caminhava adiante" de uma procissão no centro da cidade. O pesquisador Brasil Gerson, por sua vez, considera que o primeiro rancho carnavalesco teria sido o Rancho das Sereias, surgido no começo da República, na Pedra do Sal, na Prainha. A variedade de informações aponta para uma origem incerta para os ranchos. 
O que se pode afirmar é que nos primeiros anos do século XX, os ranchos se tornaram a grande atração do carnaval carioca, principalmente após o primeiro desfile do Ameno Resedá que estabeleceria o formato da brincadeira carnavalesca, apresentando desfiles descritos como verdadeira óperas populares.
Em 1894, o Reis de Ouro foi recebido no Palácio do Itamaraty pelo Marechal Floriano Peixoto. Em 1911, o Marechal Hermes da Fonseca convidou o Ameno Resedá para visita ao Palácio Guanabara. No ano de 1909 ocorreu o primeiro desfile competitivo oficial que se tem notícia, organizado pelo Jornal do Brasil, que foi vencido pelo Mamãe Lá Vou Eu, e tendo o Ameno Resedá como vice-campeão.
Em 21 de fevereiro de 1919 foi criada a Liga Metropolitana Carnavalesca, pelos ranchos, contando como membros fundadores: Ameno Resedá, Flor do Abacate, Miséria e Fome, Unidos da Aliança, Arrepiados, Cangaceiros do Caju, Jasmin de Ouro, Lírio do Amor, Cravina, Estopa e Deusa da Folia.
Com o crescimento das escolas de samba, os ranchos foram desaparecendo. A extinção do Ameno Resedá em 1941 foi considerada o início do fim dos ranchos, que entraram em declínio no final dos anos 50. Em 1968, a Revista Quatro Rodas já os descrevia como "uma tradição que por falta de apoio oficial, já estava morrendo".
Em 1972 o Parasita de Ramos voltou a desfilar após 30 anos de inatividade, quando desfilou junto com Decididos, Aliados, Índios do Leme, Azulões da Torre, Recreio da Saúde e União dos Caçadores.
O último desfile oficial de ranchos que se tem registrado ocorreu no ano de 1993, com a participação de seis agremiações.
Em 8 de outubro de 2000, foi criado em Copacabana o rancho Flor do Sereno, com as cores azul, verde e prata, a partir de uma tentativa de estudiosos de reviverem esta tradição aparentemente perdida. Ainda há dúvidas entre especialistas se o Flor do Sereno poderia se configurar como um rancho legítimo, uma vez que não apresenta todos os elementos dos ranchos antigos, e já que foi  criado de forma artificial, a partir de uma manifestação popular já extinta há vinte anos .

## Concursos

### Rio de Janeiro
| Ano       | Campeão                              | Enredo                                                                   | Total de participantes | Ref.                        |
| --------- | ------------------------------------ | ------------------------------------------------------------------------ | ---------------------- | --------------------------- |
| 1909      | Mamãe Lá Vou Eu                      |                                                                          | ?                      | [ 8 ]                       |
| 1911      | Flor do Abacate                      | Reinado da Turquia                                                       |                        | [ 14 ]                      |
| 1912      | Ameno Resedá                         | Corte Celestial                                                          |                        | [ 15 ]                      |
| 1914      | Ameno Resedá                         |                                                                          |                        |                             |
| 1915      | Corbeille de Flores                  | Sonho de Dulcinéia                                                       |                        |                             |
| 1919      | Flor do Abacate                      | Corte dos Doges                                                          |                        |                             |
| 1920      | Recreio das Flores                   | Aída                                                                     | ?                      | [ 16 ] [ 17 ]               |
| 1921      | Recreio das Flores                   | Inferno de Dante                                                         | ?                      | [ 17 ]                      |
| 1922      | Recreio das Flores                   | Paraíso de Dante                                                         | ?                      | [ 17 ] [ 18 ]               |
| 1923      | Ameno Resedá                         | Lenda encantada                                                          |                        | [ 18 ] [ 19 ]               |
| 1924      | Flor do Abacate                      | Salomão e a Rainha de Sabá                                               |                        | [ 20 ] [ 19 ]               |
| 1925      |                                      |                                                                          |                        | [ 19 ]                      |
| 1926      | União da Alliança                    |                                                                          |                        | [ 21 ]                      |
| 1927      | Alliança Club                        |                                                                          |                        | [ 22 ]                      |
| 1928      | Caprichosos da Estopa                | Dionísio                                                                 |                        |                             |
| 1929      | Caprichosos da Estopa                | Nos Festins e Orgias da Encantadora Salomé                               |                        |                             |
| 1930      | Flor do Abacate                      | A Queda de Palmyra                                                       | 11                     | [ 23 ] [ 24 ]               |
| 1931      | Flor do Abacate                      | Atilla e os Hunos                                                        | 4                      | [ 25 ] [ 26 ]               |
| 1932      | Flor do Abacate                      | A Tomada de Babilônia Pelos Persas                                       |                        | [ 26 ]                      |
| 1933      | Recreio das Flores                   |                                                                          |                        |                             |
| 1934      | Recreio das Flores                   | Entre Outras Mil... És Tú Brasil!                                        | 17                     | [ 27 ] [ 28 ]               |
| 1935      | Recreio das Flores                   | Paraíso de Momo                                                          | 13                     | [ 29 ] [ 30 ] [ 31 ] [ 32 ] |
| 1936      | Recreio das Flores                   | A Sereia de Nilo                                                         | 5                      | [ 33 ] [ 34 ]               |
| 1937      | União das Flores                     | Cidade Cristã do Oriente                                                 | 7                      | [ 35 ] [ 36 ] [ 37 ]        |
| 1938      | União das Flores                     | Osíris                                                                   | 8                      | [ 38 ] [ 39 ]               |
| 1939      | União das Flores                     |                                                                          | 8                      | [ 40 ] [ 41 ]               |
| 1940      | Turunas de Monte Alegre              | Grandeza e Virtude de Uma Nação                                          | 3                      | [ 42 ]                      |
| 1941      | Turunas de Monte Alegre              | Moysés                                                                   | 9                      | [ 42 ]                      |
| 1942      | Turunas de Monte Alegre              | União das Américas                                                       |                        | [ 42 ]                      |
| 1943-1945 | não houve desfile                    | não houve desfile                                                        | não houve desfile      | não houve desfile           |
| 1946      | Turunas de Monte Alegre              |                                                                          |                        | [ 42 ]                      |
| 1947      | Turunas de Monte Alegre              |                                                                          |                        | [ 42 ]                      |
| 1948      | Turunas de Monte Alegre              | Aquarela do Brasil                                                       | 6                      | [ 42 ] [ 43 ]               |
| 1949      | União dos Caçadores                  | Minas de Prata                                                           | 4                      | [ 43 ]                      |
| 1950      | Decididos de Quintino                | Brasil Império                                                           | 5                      | [ 44 ] [ 45 ] [ 46 ] [ 47 ] |
| 1951      | Decididos de Quintino                | Meu Brasil                                                               | 9                      | [ 48 ] [ 46 ] [ 49 ]        |
| 1952      | Decididos de Quintino                |                                                                          | 8                      | [ 50 ] [ 46 ]               |
| 1953      | Decididos de Quintino                | O Carnaval Carioca e Seus Campeões                                       | 8                      | [ 46 ] [ 51 ]               |
| 1954      | União dos Caçadores                  |                                                                          |                        | [ 52 ]                      |
| 1955      | União dos Caçadores                  |                                                                          | 11                     | [ 52 ] [ 53 ]               |
| 1956      | União dos Caçadores                  |                                                                          | 8                      | [ 54 ] [ 55 ]               |
| 1957      | Unidos do Cunha                      | Exaltação à Arte Teatral Brasileira                                      | 10                     | [ 56 ]                      |
| 1958      | Recreio da Saúde                     | A Lenda do Saci                                                          | 11                     | [ 57 ] [ 58 ]               |
| 1959      | Decididos de Quintino                | Glória dos Campeões do Mundo                                             | 11                     | [ 59 ] [ 60 ]               |
| 1960      | Decididos de Quintino                |                                                                          |                        | [ 61 ]                      |
| 1961      | Decididos de Quintino                | Leques Imperiais                                                         | 8                      | [ 62 ]                      |
| 1962      | Decididos de Quintino                | Força de Uma Raça                                                        | 9                      | [ 63 ] [ 64 ] [ 65 ]        |
| 1963      | Decididos de Quintino                | Reminiscências e Fatos Presidenciais                                     | 7                      | [ 66 ] [ 67 ] [ 68 ]        |
| 1964      | Decididos de Quintino                | Epopéia Patriótica                                                       | 8                      | [ 69 ] [ 70 ]               |
| 1965      | União dos Caçadores                  | Rio de Janeiro, Maravilha do Século                                      | 8                      | [ 71 ]                      |
| 1966      | União dos Caçadores                  | Borba Gato                                                               | 7                      | [ 71 ] [ 72 ]               |
| 1967      | Tomara que Chova                     | Homenagem aos Grandes Compositores da Música Erudita e Popular do Brasil | 7                      | [ 73 ] [ 74 ]               |
| 1968      | Decididos de Quintino                | Carlos Gomes e Suas Cinco Óperas Imortais                                | 8                      | [ 11 ] [ 75 ]               |
| 1969      | União dos Caçadores                  | Amor de Carnaval                                                         | 8                      | [ 76 ] [ 77 ]               |
| 1970      | Aliados de Quintino                  | O Guarani                                                                | 6                      | [ 78 ] [ 79 ]               |
| 1971      | Decididos de Quintino                |                                                                          | 6                      | [ 80 ] [ 81 ]               |
| 1972      | Aliados de Quintino                  |                                                                          | 7                      | [ 82 ] [ 83 ]               |
| 1973      | Parasitas de Ramos                   | Fatos do Carnaval                                                        | 5                      | [ 84 ] [ 85 ]               |
| 1974      | Decididos de Quintino                |                                                                          | 6                      | [ 86 ] [ 87 ]               |
| 1975      | União dos Caçadores                  | Abassá de Oxóssi                                                         | 8                      | [ 88 ] [ 89 ]               |
| 1976      | Recreio da Saúde                     |                                                                          | 10                     | [ 90 ]                      |
| 1977      | Parasitas de Ramos                   | A Festa do Café                                                          | 10                     | [ 91 ] [ 92 ] [ 93 ]        |
| 1978      | Aliados de Quintino                  | O Mundo Encantado do Faz de Conta                                        | 10                     | [ 94 ] [ 95 ]               |
| 1979      | Aliados de Quintino                  |                                                                          | 10                     | [ 96 ] [ 97 ]               |
| 1980      | Recreio da Saúde                     | A Volta do Éden                                                          | 11                     | [ 98 ] [ 99 ]               |
| 1981      | Decididos de Quintino                | O Mar                                                                    | 11                     | [ 100 ] [ 101 ] [ 102 ]     |
| 1982      | Decididos de Quintino (Grupo 1-A)    | O Folclore                                                               | 6                      | [ 101 ] [ 103 ] [ 104 ]     |
| 1982      | Aliados de Quintino (Grupo 1-B)      |                                                                          | 6                      | [ 105 ]                     |
| 1983      | Decididos de Quintino (Grupo 1-A)    | O Quê Que a Bahia Tem?                                                   | 7                      | [ 106 ] [ 101 ] [ 107 ]     |
| 1983      | Império de São Cristóvão (Grupo 1-B) |                                                                          | 7                      | [ 108 ]                     |
| 1984      | Decididos de Quintino (Grupo 1-A)    |                                                                          | 7                      | [ 101 ] [ 109 ]             |
| 1984      | Foliões de Jacarepaguá (Grupo 1-B)   |                                                                          | 7                      | [ 110 ]                     |
| 1985      | Decididos de Quintino (Grupo 1-A)    |                                                                          | 7                      | [ 101 ] [ 111 ]             |
| 1985      | Paz e Amor de Camboatá (Grupo 1-B)   |                                                                          | 7                      | [ 111 ]                     |
| 1986      | Aliados de Quintino (Grupo 1-A)      | Pintando o Sete                                                          | 7                      | [ 101 ] [ 112 ]             |
| 1986      | Azulões da Torre (Grupo 1-B)         |                                                                          | 7                      | [ 113 ] [ 112 ]             |
| 1987      | Azulões da Torre                     |                                                                          | 6                      | [ 114 ]                     |
| 1988      | Azulões da Torre                     |                                                                          | 7                      | [ 115 ]                     |
| 1989      | Decididos de Quintino                |                                                                          |                        | [ 116 ]                     |
| 1990      | Decididos de Quintino                |                                                                          | 7                      | [ 117 ]                     |
| 1991      | Decididos de Quintino                |                                                                          | 4                      | [ 118 ] [ 119 ]             |
| 1992      | Alegria da Saúde                     |                                                                          | 6                      | [ 120 ] [ 121 ]             |
| 1993      |                                      |                                                                          | 6                      | [ 122 ]                     |